# Falsapolia vitula
Falsapolia vitula là một loài bọ cánh cứng trong họ Cerambycidae.